# Élections législatives de 1951 dans l'Aveyron
Les élections législatives françaises de 1951 se tiennent le 17 juin. Ce sont les deuxièmes élections législatives de la Quatrième République.

## Mode de scrutin
Représentation proportionnelle plurinominale suivant la méthode du plus fort reste dans 103 circonscriptions, conformément à la loi des apparentements : les listes qui se sont « apparentées » avant l'élection remportent tous les sièges de la circonscription si leurs voix ajoutées obtiennent la majorité absolue des suffrages exprimés. Il y a 629 sièges à pourvoir.
Le vote préférentiel est admis. 
Dans le département de l'Aveyron, quatre députés sont à élire.

## Candidats

### Liste des républicains indépendants et paysans
| N° | Candidats | Candidats                 | Parti | Principales fonctions                                                        |
| -- | --------- | ------------------------- | ----- | ---------------------------------------------------------------------------- |
| 01 |           | Emmanuel Temple           | CNIP  | Député sortant, Président du groupe des indépendants à l'Assemblée nationale |
| 02 |           | Roland Boscary-Monsservin | CNIP  | Avocat, propriétaire-exploitant                                              |
| 03 |           | Robert Laurens            | CNIP  | Agriculteur, maire de Lacroix-Barrez                                         |
| 04 |           | Alphonse Lazuech          | CNIP  | Commerçant, conseiller général du canton de Montbazens                       |

### Liste d'action sociale, familiale et rurale présentée par le M.R.P.
| N° | Candidats | Candidats         | Parti | Principales fonctions                                                                    |
| -- | --------- | ----------------- | ----- | ---------------------------------------------------------------------------------------- |
| 01 |           | Jean Solinhac     | MRP   | Député sortant, conseiller général, maire d'Espalion                                     |
| 02 |           | René Jayr         | MRP   | Agriculteur-exploitant, conseiller général, adjoint au maire de Villefranche-de-Rouergue |
| 03 |           | Charles Dutheil   | MRP   | Vice-Président du Conseil général, maire de Millau                                       |
| 04 |           | Madame Y. Lauruol | MRP   | Veuve de guerre, conseillère municipale de Rodez                                         |

### Liste de la Section française de l'Internationale ouvrière
| N° | Candidats | Candidats     | Parti | Principales fonctions                                                                         |
| -- | --------- | ------------- | ----- | --------------------------------------------------------------------------------------------- |
| 01 |           | Paul Ramadier | SFIO  | Avocat, ancien Président du Conseil, député sortant, conseiller général, maire de Decazeville |
| 02 |           | Max Briançon  | SFIO  | Industriel à Saint-Affrique                                                                   |
| 03 |           | Louis Pécourt | SFIO  | Conseiller municipal de Rodez                                                                 |
| 04 |           | Lucien Miral  | SFIO  | Ouvrier métallurgiste à Viviez                                                                |

### Liste du Parti communiste français
| N° | Candidats | Candidats       | Parti | Principales fonctions                           |
| -- | --------- | --------------- | ----- | ----------------------------------------------- |
| 01 |           | Edmond Ginestet | PCF   | Ouvrier fraiseur, maire d'Aubin, député sortant |
| 02 |           | Roger Joulié    | PCF   | Secrétaire fédéral du PCF, employé              |
| 03 |           | Élise Laporte   | PCF   | Commerçante, conseillère municipale de Millau   |
| 04 |           | Simon Tristani  | PCF   | Fonctionnaire, conseiller municipal de Rodez    |

### Liste du Rassemblement des gauches républicaines, soutenue par l'Union démocratique et socialiste de la Résistance
| N° | Candidats | Candidats        | Parti | Principales fonctions                                                                       |
| -- | --------- | ---------------- | ----- | ------------------------------------------------------------------------------------------- |
| 01 |           | Roger Huss       | RGR   | Ancien Président des Jeunesses radicales-socialistes, commerçant à Villefranche-de-Rouergue |
| 02 |           | Albert Jonquet   | RGR   | Industriel (fabricant de gants) à Millau                                                    |
| 03 |           | Gabriel Savy     | RGR   | Propriétaire exploitant à Lassouts                                                          |
| 04 |           | Ernest Cavallier | RGR   | Fonctionnaire retraité, maire de Saint-Affrique                                             |

### Liste du Rassemblement du peuple français
| N° | Candidats | Candidats      | Parti | Principales fonctions                                               |
| -- | --------- | -------------- | ----- | ------------------------------------------------------------------- |
| 01 |           | Eugène Vivier  | RPF   | Fabricant de gants, Président de la Chambre de commerce de Millau   |
| 02 |           | Lucien Galtier | RPF   | Docteur vétérinaire, conseiller général du canton de Saint-Affrique |
| 03 |           | Pierre Caubel  | RPF   | Chef de service, directeur de la main d'œuvre de l'Aveyron          |
| 04 |           | Georges Guiral | RPF   | Commerçant                                                          |

## Élus
| Député sortant  | Parti | Parti | Député élu ou réélu       | Parti | Parti |
| --------------- | ----- | ----- | ------------------------- | ----- | ----- |
| Edmond Ginestet |       | PCF   | Roland Boscary-Monsservin |       | CNIP  |
| Paul Ramadier   |       | SFIO  | Robert Laurens            |       | CNIP  |
| Jean Solinhac   |       | MRP   | Jean Solinhac             |       | MRP   |
| Emmanuel Temple |       | CNIP  | Emmanuel Temple           |       | CNIP  |

## Résultats

### Résultats à l'échelle du département
- Les listes du CNIP, du MRP et de l'union RGR-UDSR se sont apparentées.
- Leurs voix cumulées représentant plus de 50% des exprimés, tous les sièges sont répartis à la proportionnelle entre les partis apparentés.

| Parti    | Parti                                                                                         | Tête de liste   | Résultats | Résultats | Sièges |  |
| Parti    | Parti                                                                                         | Tête de liste   | Voix      | %         |        |  |
| -------- | --------------------------------------------------------------------------------------------- | --------------- | --------- | --------- | ------ |  |
|          | Centre national des indépendants et paysans *                                                 | Emmanuel Temple | 52 212    | 34,53     | 3      |  |
|          | Section française de l'Internationale ouvrière                                                | Paul Ramadier   | 31 127    | 20,59     | 0      |  |
|          | Mouvement républicain populaire *                                                             | Jean Solinhac   | 27 077    | 17,91     | 1      |  |
|          | Parti communiste français                                                                     | Edmond Ginestet | 23 161    | 15,32     | 0      |  |
|          | Rassemblement des gauches républicaines - Union démocratique et socialiste de la Résistance * | Roger Huss      | 8 306     | 5,49      | 0      |  |
|          | Rassemblement du peuple français                                                              | Eugène Vivier   | 7 992     | 5,29      | 0      |  |
|          |                                                                                               |                 |           |           |        |  |
| Inscrits | Inscrits                                                                                      | Inscrits        | 193 479   | 100,00    | 4      |  |
| Votants  | Votants                                                                                       | Votants         | 158 302   | 81,82     |        |  |
| Exprimés | Exprimés                                                                                      | Exprimés        | 151 207   | 95,52     |        |  |